# Senta Moses
Senta Moses (* 8. August 1973 in Elmhurst, Illinois) ist eine US-amerikanische Schauspielerin.

## Leben und Leistungen
Senta Moses wurde als einziges Kind einer Familie italienisch-libanesischer Abstammung geboren. Sie spielte als siebenjähriges Kind im Musical Annie. Die Schauspielerin studierte an der Chicago Academy for the Arts und an der University of Southern California.
Moses erhielt ihre erste Filmrolle in der Actionkomödie Cheech & Chong im Dauerstress aus dem Jahr 1982. In den Komödien Kevin – Allein zu Haus (1990) und Kevin – Allein in New York (1992) spielte sie die Rolle von Tracy McCallister, einer Verwandten von Kevin McCallister (Macaulay Culkin). Für den zweiten dieser Filme wurde sie im Jahr 1994 für den Young Artist Award nominiert.
In den Jahren 1997 bis 1998 war Moses in der Fernsehserie Sister, Sister zu sehen. Im mit dem Gold Award des WorldFest Houston ausgezeichneten Kurzfilm Dodgeball (2001) übernahm sie die Hauptrolle. 2014 übernahm sie eine Nebenrolle in der MTV-Serie Faking It.

## Filmografie (Auswahl)
- 1982: Cheech & Chong im Dauerstress (Things Are Tough All Over)
- 1983: Die Chaotenclique (D.C. Cab)
- 1990: Kevin – Allein zu Haus (Home Alone)
- 1992: Kevin – Allein in New York (Home Alone 2: Lost in New York)
- 1993: Running the Halls (Fernsehserie)
- 1994–1995: Willkommen im Leben (My So-Called Life, Fernsehserie)
- 1997–1998: Sister, Sister (Fernsehserie)
- 1999: Sorority
- 1999: Tequila Body Shots
- 2001: Dodgeball
- 2003: Scream Queen
- 2003: The Kiss
- 2008–2009: Greek (5 Folgen)
- 2008: Bones (1 Folge)
- 2010: Castle (1 Folge)
- 2012: Rizzoli & Isles (1 Folge)
- 2014: Navy CIS (1 Folge)
- seit 2014: Faking It